# Ponte do mar Vermelho

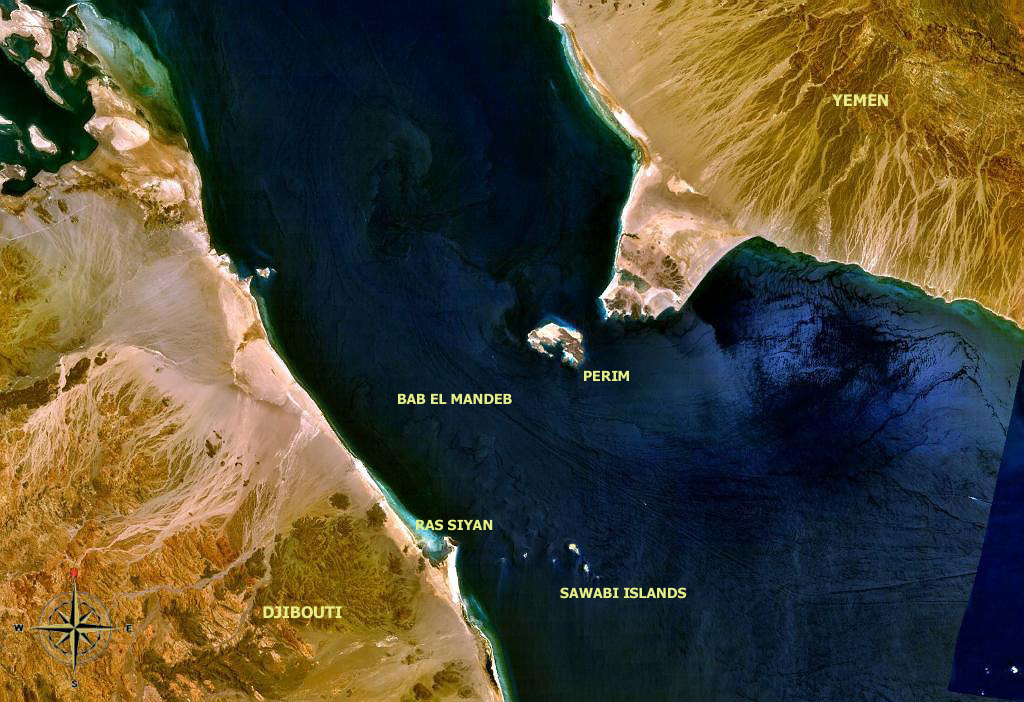
Zona de Babelmândebe

A ponte do mar Vermelho é um projeto de construção de uma ponte entre as costas do Djibuti e Iêmen através de Babelmândebe, no estreito que separa o mar Vermelho do golfo de Adem. Será construído por Noor City Development Corporation, e a nota foi emitida pela Middle East Development LLC, liderada por Tarek bin Laden, meio-irmão de Osama bin Laden por parte de pai.